# Vuelta a Burgos 2014
La XXXVI Vuelta a Burgos se disputó entre el 13 y el 17 de agosto de 2014 con un recorrido de 619,4 km dividido en 5 etapas, con inicio en Burgos y final en las Aranda de Duero.
La prueba perteneció al UCI Europe Tour 2013-2014 de los Circuitos Continentales UCI, dentro de la máxima categoría para vueltas de varias etapas: 2.HC. 
El ganador final fue Nairo Quintana tras hacerse con la etapa de alta montaña en las Lagunas de Neila y ser segundo en la contrarreloj (consiguió también la clasificación de la montaña). Le acompañaron en el podio Dani Moreno (quien se hizo con la clasificación de la regularidad y de los españoles) y Janez Brajkovič, respectivamente.
En las otras clasificaciones secundarias se impusieron Luis Mas (metas volantes) y Astana (equipos) Daan Olivier (sub-23) y Moisés Dueñas (castellano y leonés).

## Equipos participantes
Tomaron parte en la carrera 12 equipos. El único equipo español de categoría UCI ProTeam; el único de categoría Profesional Continental; y los 2 de categoría Continental. En cuanto a la representación extranjera, estruvieron 8 equipos: 4 ProTeam y 4 Profesionales Continentales. Los equipos participantes fueron: 
| Equipo                    | Cód. UCI | Categoría               | Jefe de filas    |
| ------------------------- | -------- | ----------------------- | ---------------- |
| Katusha                   | KAT      | UCI ProTeam             | Dani Moreno      |
| Movistar Team             | MOV      | UCI ProTeam             | Nairo Quintana   |
| Giant-Shimano             | GIA      | UCI ProTeam             | Daan Olivier     |
| Ag2r La Mondiale          | ALM      | UCI ProTeam             | Carlos Betancur  |
| Astana Pro Team           | AST      | UCI ProTeam             | Janez Brajkovič  |
| Caja Rural-Seguros RGA    | CJR      | Profesional Continental | Amets Txurruka   |
| IAM Cycling               | IAM      | Profesional Continental | Johann Tschopp   |
| MTN Qhubeka               | MTN      | Profesional Continental | Sergio Pardilla  |
| RusVelo                   | RVL      | Profesional Continental | Ilnur Zakarin    |
| Neri Sottoli              | NER      | Profesional Continental | Matteo Rabottini |
| Burgos BH-Castilla y León | BUR      | Continental             | Moisés Dueñas    |
| Euskadi                   | EUK      | Continental             | Carlos Barbero   |

## Etapas
| Etapa | Fecha        | Recorrido                                             | km   | Ganador             | Líder            |
| ----- | ------------ | ----------------------------------------------------- | ---- | ------------------- | ---------------- |
| 1.ª   | 13 de agosto | Burgos-Burgos (Castillo de Burgos)                    | 143  | Juan José Lobato    | Juan José Lobato |
| 2.ª   | 14 de agosto | Briviesca-Villadiego                                  | 152  | Matteo Pelucchi     | Juan José Lobato |
| 3.ª   | 15 de agosto | Comarca Pinares: comunero de Revenga-Lagunas de Neila | 170  | Nairo Quintana      | Nairo Quintana   |
| 4.ª   | 16 de agosto | Medina de Pomar-Villarcayo                            | 142  | Lloyd Mondory       | Dani Moreno      |
| 5.ª   | 17 de agosto | Aranda de Duero-Aranda de Duero (CRI)                 | 12,4 | Aleksejs Saramotins | Nairo Quintana   |

## Clasificaciones

### Clasificación general
| Posición | Ciclista         | Equipo                 | Tiempo           |
| -------- | ---------------- | ---------------------- | ---------------- |
|          | Nairo Quintana   | Movistar               | 15 h 07 min 09 s |
| 2        | Dani Moreno      | Katusha                | a 03 s           |
| 3        | Janez Brajkovič  | Astana                 | a 55 s           |
| 4        | Matteo Rabottini | Neri Sottoli           | a 1 min 32 s     |
| 5        | Sergio Pardilla  | MTN Qhubeka            | a 1 min 35 s     |
| 6        | Pello Bilbao     | Caja Rural-Seguros RGA | a 1 min 40 s     |
| 7        | Valerio Agnoli   | Astana                 | a 1 min 41 s     |
| 8        | Daan Olivier     | Giant-Shimano          | a 1 min 57 s     |
| 9        | Paolo Tiralongo  | Astana                 | a 1 min 58 s     |
| 10       | David Arroyo     | Caja Rural-Seguros RGA | a 1 min 59 s     |

### Clasificación de la montaña
| Posición | Ciclista       | Equipo       | Puntos |
| -------- | -------------- | ------------ | ------ |
|          | Nairo Quintana | Movistar     | 52     |
| 2        | Mirko Tedeschi | Neri Sottoli | 46     |
| 3        | Dani Moreno    | Katusha      | 34     |

### Clasificación de la regularidad
| Posición | Ciclista       | Equipo           | Puntos |
| -------- | -------------- | ---------------- | ------ |
|          | Dani Moreno    | Katusha          | 59     |
| 2        | Nairo Quintana | Movistar         | 54     |
| 3        | Lloyd Mondory  | Ag2r La Mondiale | 49     |

### Clasificación de las metas volantes
| Posición | Ciclista     | Equipo                 | Puntos |
| -------- | ------------ | ---------------------- | ------ |
|          | Lluís Mas    | Caja Rural-Seguros RGA | 19     |
| 2        | Ibai Salas   | Burgos-BH              | 15     |
| 3        | Pablo Torres | Burgos-BH              | 12     |

### Clasificación por equipos
| Posición | Equipo                 | Tiempo           |
| -------- | ---------------------- | ---------------- |
|          | Astana                 | 45 h 24 min 14 s |
| 2        | Movistar               | a 1 min 03 s     |
| 3        | Caja Rural-Seguros RGA | a 2 min 20 s     |

### Clasificación sub-23
| Posición | Ciclista     | Equipo        | Tiempo           |
| -------- | ------------ | ------------- | ---------------- |
| 1        | Daan Olivier | Giant-Shimano | 15 h 09 min 06 s |

### Mejor castellano y leonés
| Posición | Ciclista      | Equipo    | Tiempo           |
| -------- | ------------- | --------- | ---------------- |
| 1        | Moisés Dueñas | Burgos-BH | 15 h 12 min 19 s |

### Mejor español
| Posición | Ciclista     | Equipo                 | Tiempo           |
| -------- | ------------ | ---------------------- | ---------------- |
| 1        | Dani Moreno  | Katusha                | 15 h 07 min 12 s |
| 2        | Pello Bilbao | Caja Rural-Seguros RGA | a 1 min 37 s     |
| 3        | David Arroyo | Caja Rural-Seguros RGA | a 1 min 57 s     |

## Evolución de las clasificaciones
| Etapa (Vencedor)                      | Clasificación general | Clasificación de la montaña | Clasificación por puntos | Clasificación de las metas volantes | Clasificación por equipos |
| ------------------------------------- | --------------------- | --------------------------- | ------------------------ | ----------------------------------- | ------------------------- |
| 1.ª etapa (Juan José Lobato)          | Juan José Lobato      | Mirko Tedeschi              | Juan José Lobato         | Lluís Mas                           | Movistar                  |
| 2.ª etapa (Matteo Pelucchi)           | Juan José Lobato      | Mirko Tedeschi              | Thomas Damuseau          | Lluís Mas                           | IAM                       |
| 3.ª etapa (Nairo Quintana)            | Nairo Quintana        | Nairo Quintana              | Nairo Quintana           | Lluís Mas                           | Astana                    |
| 4.ª etapa (Lloyd Mondory)             | Dani Moreno           | Nairo Quintana              | Dani Moreno              | Lluís Mas                           | Astana                    |
| 5.ª etapa (CRI) (Aleksejs Saramotins) | Nairo Quintana        | Nairo Quintana              | Dani Moreno              | Lluís Mas                           | Astana                    |
| Final                                 | Nairo Quintana        | Nairo Quintana              | Dani Moreno              | Lluís Mas                           | Astana                    |